# Südsteirische Grenz Straße
De Südsteirische Grenz Straße B69 is een Bundesstraße in de Oostenrijkse deelstaten Karinthië en Stietmarken.
De B54 verbindt Lavamünd via Eibiswald  en Straß im Steieremark met Bad Radkersburg. De weg is 107,6 km lang
Routebeschrijving
Karinthië
De B69 begint in het zuiden van Lavamünd op en kruising met de B80. De weg loopt in oostelijke richting en kruist ten westen van de Sobothpas de deelstaatsgrens met Stiermarken.
Stiermarken
De weg loopt verder en heeft in Eibenwald een samenloop met de B76. De B69 loopt verder in noordoostelijke richting door Oberhaag, Arnfels, Leutschach, Gamlitz, Ehrenhausen waar een samenloop heeft met de B76 en Straß in Steiermark waar ze een samenloop heeft met de B67. De weg kruist bij afrit Gersdorf A9. De B69 loopt verder door Murfeld Mureck en Gosdorf, Halbenrain waar op en kruising de B66 en Bad Radkersburg. De B69 eindigt op de Sloveense grens waar ze verder gaat als de 239 naar Gornja Radgona.
Geschiedenis
De weg van Spielfeld via Mureck, Radkersburg, Kreuzdorf, Luttenberg naars Friedau werd door de wet van 3 Oktober 1868 een Bezirksstraßen Ie Klasse. Door een besluit van deelstaatsregering van Stiermarken van 10 december 1885 werd het westelijke gedeelte tussen Spielfeld en Radkersburg afgewaardeerd tot een Bezirksstraße Klasse II. Op 12 november 1890 besloot de deelstaatsregering van Stiermarken dat ook het oostelijke gedeelte tussen Radkersburg en Luttenberg af te waarderen naar Bezirksstraße Klasse II.
De Untere Murtal-Straße tussen Straß, Mureck en Radkersburg werd door de Oostenrijkse regering op 9 Juni 1933 tot Bundesstraße verklaart. Tot 1938 werd de Untere Murtal-Straße als B24 genummerd. Na de Anschluss werd de Untere Murtal-Straße niet meer als Reichsstraße aangeduid. 
De Südsteirische Grenz Straße tussen Straß en Eibiswald behoort sinds 1 januari 1951 tot het net van Bundesstraßen in Oostenrijk.
Die Sobother Straße tussen Eibiswald en Lavamünd behoort pas sinds 1 Juni 1961 tot de lijst met Bundesstraßen in Oostenrijk. Daar voor werd ze aan de Karinthische kant als Landesstraße 148 en zij heette Lavamünder Alpen Straße.
B1 · 
B2 · 
B3 · 
B4 · 
B5 · 
B6 · 
B7 · 
B8 · 
B9 · 
B10 · 
B11 · 
B12 · 
B13 · 
B14 · 
B15 · 
B16 · 
B17 · 
B18 · 
B19 · 
B20 ·  
B21 · 
B22 · 
B23 · 
B24 · 
B25 · 
B26 · 
B27 · 
B28 · 
B29 · 
B30 · 
B31 · 
B32 · 
B33 · 
B34 · 
B35 · 
B36 · 
B37 · 
B38 · 
B39 · 
B40 · 
B41 · 
B42 · 
B43 · 
B44 · 
B45 · 
B46 · 
B47 · 
B48 · 
B49 · 
B50 · 
B51 · 
B52 · 
B53 · 
B54 · 
B55 · 
B56 · 
B57 · 
B58 · 
B59 · 
B60 · 
B61 · 
B62 · 
B63 · 
B64 · 
B65 · 
B66 · 
B67 · 
B68 · 
B69 · 
B70 · 
B71 · 
B72 · 
B73 · 
B74 · 
B75 · 
B76 · 
B77 · 
B78 · 
B79 · 
B80 · 
B81 · 
B82 · 
B83 · 
B84 · 
B85 · 
B86 · 
B87 · 
B88 · 
B89 · 
B90 · 
B91 · 
B92 · 
B93 · 
B94 · 
B95 · 
B96 · 
B97 · 
B98 · 
B99 · 
B100 · 
B105 · 
B106 · 
B107 · 
B108 · 
B109 · 
B110 · 
B111 · 
B113 · 
B114 · 
B115 · 
B116 · 
B117 · 
B119 · 
B120 · 
B121 · 
B122 · 
B123 · 
B124 · 
B125 · 
B126 · 
B127 · 
B129 · 
B130 · 
B131 · 
B132 · 
B133 · 
B134 · 
B135 · 
B136 · 
B137 · 
B138 · 
B139 · 
B140 · 
B141 · 
B142 · 
B143 · 
B144 · 
B145 · 
B146 · 
B147 · 
B148 · 
B149 · 
B150 · 
B151 · 
B152 · 
B153 · 
B154 · 
B155 · 
B156 · 
B158 · 
B159 · 
B160 · 
B161 · 
B162 · 
B163 · 
B164 · 
B165 · 
B166 · 
B167 · 
B168 · 
B169 · 
B170 · 
B171 · 
B172 · 
B173 · 
B174 · 
B175 · 
B176 · 
B177 · 
B178 · 
B179 · 
B180 · 
B181 · 
B182 · 
B183 · 
B184 · 
B185 · 
B186 · 
B187 · 
B188 · 
B189 · 
B190 · 
B191 · 
B192 · 
B193 · 
B197 · 
B198 · 
B199 · 
B200 · 
B201 · 
B202 · 
B203 · 
B204 · 
B205 · 
B209 · 
B210 · 
B211 · 
B212 · 
B213 · 
B214 · 
B215 · 
B216 · 
B217 · 
B218 · 
B219 · 
B220 · 
B221 · 
B222 · 
B223 · 
B224 · 
B225 · 
B226 · 
B227 · 
B228 · 
B229 · 
B230 · 
B303 · 
B305 · 
B309 · 
B310 · 
B311 · 
B316 · 
B317 · 
B319 · 
B320